# Memoirer og Breve
Memoirer og Breve, bind 1–51, udgivet af Julius Clausen og P.Fr. Rist. København 1905–1927 (fotografisk optryk, 1966–1974).
Serien omfatter et udvalg af kendte og mindre kendte danskes selvbiografier og brevvekslinger. De i teksterne omtalte personer er (så vidt muligt) identificeret i fodnoter. Hvert bind har illustrationer og register.
1. Islænderen Jon Olafssons Oplevelser som Bøsseskytte under Christian IV. Nedskrevet af ham selv. I oversættelse ved S. Bløndal. 1905. Skannet udgave på Internet Archive
2. Den helsingørske Færgemand Lars Bache, hans By og hans Hjem. Hans Søns Optegnelser. 1905. Skannet udgave på Internet Archive
3. Fra Hoffet og Byen. Stemninger og Tilstande 1793-1822. I Breve til Joh. Bülow til Sanderumgaard. 1906. Skannet udgave på Internet Archive
4. Grandmamas Bekiendelser. 1906. Skannet udgave på Internet Archive
5. H.C. Andersens sidste Leveaar. Hans Dagbøger 1868-75 ved Jonas Collin. 1906. Skannet udgave på Internet Archive
6. Portrætmalerens Dagbog (1793-1797). 1907. Skannet udgave på Internet Archive
7. Islænderen Jon Olafssons Oplevelser som Ostindiefarer under Christian IV. Nedskrevne af ham selv. I oversættelse af Sigfus Bløndal. 1907. Skannet udgave på Internet Archive
8. Af Eleonore Christine Tschernings efterladte Papirer. 1908. Skannet udgave på Internet Archive
9. Kommandør Jens Jacob Paludan Ungdomserindringer. 1908. Skannet udgave på Internet Archive
10. Domprovsten i Roskilde. Brudstykke af en Familiekønike. 1909. Skannet udgave på Internet Archive
11. Af en gammel Hofmands Mindeblade. 1909. Skannet udgave på Internet Archive
12. En Kjøbenhavnsk Grosserers Ungdomserindringer 1787-1816. Optegnelser af Marcus Christian Bech. 1910. Skannet udgave på Internet Archive
13. E.C. Werlauff: Erindringer af mit Liv. 1910. Skannet udgave på Internet Archive
14. Pastor Laurids Prip: Ungdomserindringer. 1911. Skannet udgave på Internet Archive
15. Knud Lyne Rahbeks Ungdomskærlighed. Fra de skiønne Følelsers Tid. 1911. Skannet udgave på Internet Archive
16. Oberst Jac. Thode Ræders Barndoms- og Ungdomserindringer. 1912. Skannet udgave på Internet Archive
17. Gyldenløves Lakaj. Optegnelser fra Christian V's Tid af Matthias Skaanlund. 1912. Skannet udgave på Internet Archive
18. Den gamle Majorinde fra Færgegaarden. Optegnelser af Franzisca v. Rosen. 1913. Skannet udgave på Internet Archive
19. En grønlandspræsts Optegnelser 1844-49. 1913. [Carl Emil Janssen]. Skannet udgave på Internet Archive
20. Det store Bilager i Kjøbenhavn 1634. Oversat efter Caroli Ogerii Ephemerides sive Iter Danicum Svecicum, Polonicum. 1914. Skannet udgave på Internet Archive
21. Efterladte Optegnelser af Generalfiskal Peter Uldall, Dronning Caroline Mathildes Defensor. 1914. Skannet udgave på Internet Archive
22. Apotheker Claus Seidelins Optegnelser om sit Levned 1702-1782. 1915. Skannet udgave på Internet Archive
23. Mellem to Tidsaldre. Erindringer af Ida Johnsen, født Jessen. 1915. Skannet udgave på Internet Archive
24. Nogle Erindringer af Balthasar Münter. I-II. 1915. Skannet udgave (bind 1) på Internet Archive og (bind 2) på Internet Archive
25. Strandmøllen. Optegnelser af Johan Christian Drewsen. 1916. Skannet udgave på Internet Archive
26. En kjøbenhavnsk Købmands Ungdomshistorie. Optegnelser af Luis Bramsen 1819-14. 1917. Skannet udgave på Internet Archive
27. En kjøbenhavnsk Embedsmand. Jacob Gudes Optegnelser. 1754-1810. 1918. Skannet udgave på Internet Archive
28. En islandsk Eventyrer. Arni Magnussons Optegnelser. Oversat fra islandsk af Páll Eggert Ólason. 1918. Skannet udgave på Internet Archive
29. Af Terkel Klevenfeldts Rejse-Journaler 1741-45. 1919. Skannet udgave på Internet Archive
30. Breve fra Magdalene Thoresen 1855-1901. 1919. Skannet udgave på Internet Archive
31. Erindringer af Pastorinde Pauline Petersen, f. Clausen, fhv. kgl. Skuespillerinde. 1919. Skannet udgave på Internet Archive
32. Rud. Bay: Sentimentalsk Reise giennem Europa til Algier 1816. 1920. Skannet udgave på Internet Archive
33. Rud. Bay: I Algier og Italien 1816-21. 1920. Skannet udgave på Internet Archive
34. Rud. Bay: Musikalsk Reise 1842-43. 1921. Skannet udgave på Internet Archive
35. H.P.B. Barfod: Minder fra et langt Liv. 1921. Skannet udgave på Internet Archive
36. Fængselspræsten. Pastor Vilhelm Muncks Optegnelser. 1922.  Skannet på Internet Archive
37. Fra J. L. Heibergs Ungdom. 1922, Skannet på Danskernes Historie Online
38. Blade af Rector Joh. Henr. Taubers Dagbøger. 1922. Skannet på Danskernes Historie Online
39. Blade af en Familie-Krønike. (Slægten Swane). 1923. Leo Swane. Skannet på Danskernes Historie Online
40. Poul Terp: Erindringer fra en dansk Bondes lange Liv. 1923. Skannet på Danskernes Historie Online
41. Peter Abrahams: Mit Ungdomsliv. 1923. Skannet på Danskernes Historie Online
42. W. Kornerup: En Kjøbenhavners Meddelelser om sit Hjem og sin By 1820-50. 1924. Skannet på Danskernes Historie Online
43. Biskop Jørgen Swane og hans Hustru Magdalene f. Bruun. 1925. Skannet på Danskernes Historie Online
44. En gammel Landsbypræsts Ungdomsminder. 1925. Rasmus Ussing. Skannet på Danskernes Historie Online
45. Dansk Sømandsliv. Kapt. Søllings Optegnelser. 1925. A.J. Sølling. Skannet på Danskernes Historie Online
46. Ernst Schau: En Generalstabsofficer i 1864. Breve til hans Hustru. 1925. Skannet på Danskernes Historie Online
47. Breve fra P.O. Brøndsted. (1801-33). 1926. Skannet på Danskernes Historie Online
48. Fra Fredensborg til Athen. 1926. Christiane Lüth. Skannet på Danskernes Historie Online
49. Fr.G. Knudtzon: Ungdomsdage. 1927. Skannet på Danskernes Historie Online
50. En dansk Søofficer. Kontreadmiral Victor Hansens Minder. 1927 (PDF), også på Danskernes Historie Online